# چستنات هیل (تنسی)
چستنات هیل (به انگلیسی: Chestnut Hill) یک منطقهٔ مسکونی در ایالات متحده آمریکا است که در شهرستان جفرسون، تنسی واقع شده‌است.